# Lopiac de Seron
Lopiac (en francès Loupiac) és un municipi francès situat al departament de la Gironda i a la regió de la Nova Aquitània.

## Demografia
| 1962                                       | 1968 | 1975 | 1982 | 1990 | 1999 | 2007 |
| ------------------------------------------ | ---- | ---- | ---- | ---- | ---- | ---- |
| 832                                        | 890  | 966  | 981  | 990  | 939  | 968  |
| Des de 1962: població sense dobles comptes |      |      |      |      |      |      |

## Administració
| Període   | Identitat           | Partit |
| --------- | ------------------- | ------ |
| 2001-2008 | Jean-Claude Lamothe |        |
| 2008-     | Lionel Chollon      | PCF    |